# Mello, Lombardiet
Mello är en ort och kommun i provinsen Sondrio i regionen Lombardiet i Italien. Kommunen hade 952 invånare (2018).